# Kurzętnik
Kurzętnik (deutsch Kauernik) ist ein Dorf im Powiat Nowomiejski der polnischen Woiwodschaft Ermland-Masuren. Es ist Sitz der gleichnamigen Landgemeinde mit 9135 Einwohnern (Stand 31. Dezember 2020).

## Geographische Lage
Die Ortschaft liegt an der Drewenz (Drwęca), ca. 57 Kilometer leicht südöstlich von Grudziądz (Graudenz) und drei Kilometer südlich der Kreisstadt Nowe Miasto Lubawskie.

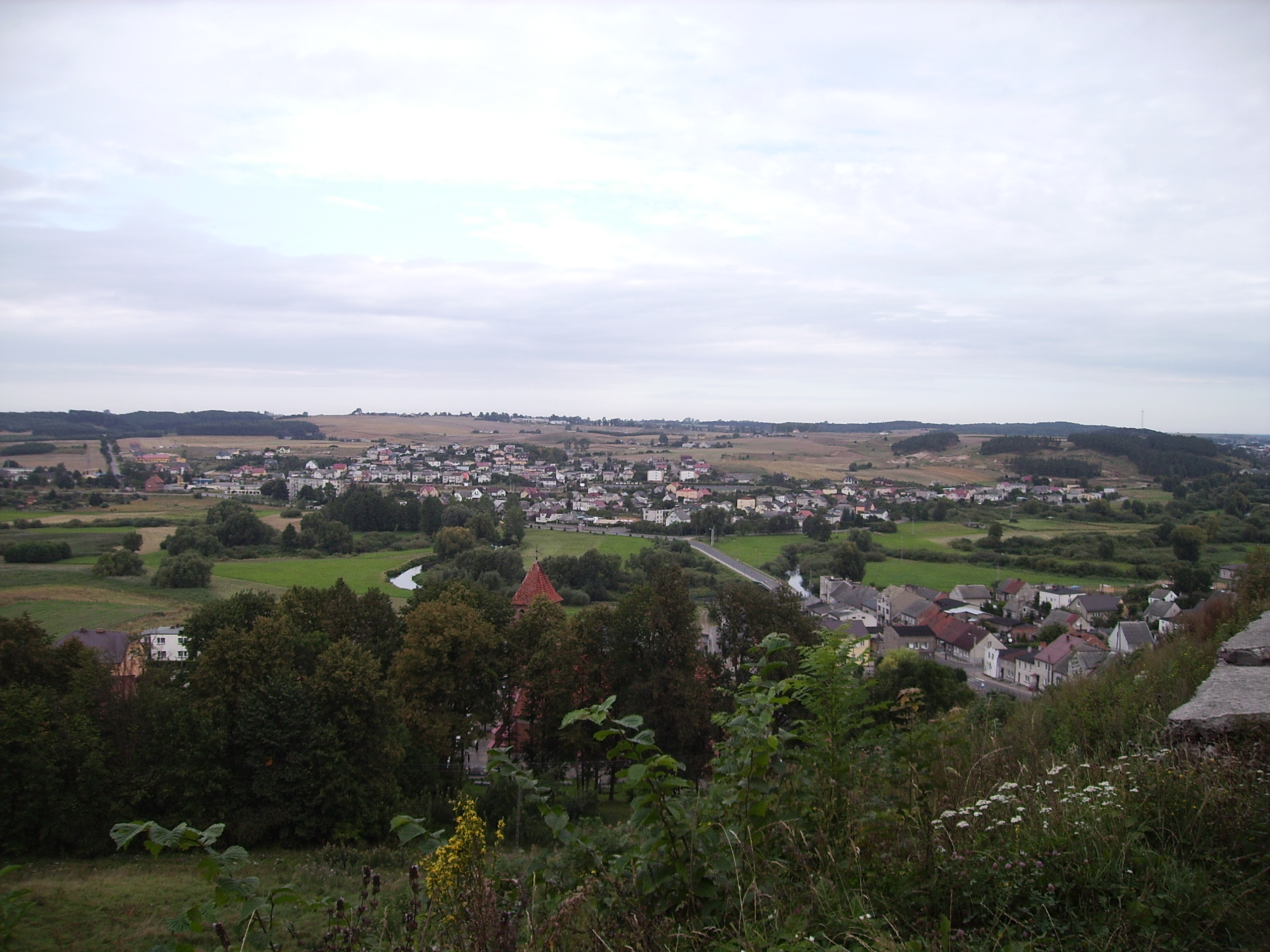
Dorfpanorama (Aufnahme 2009)

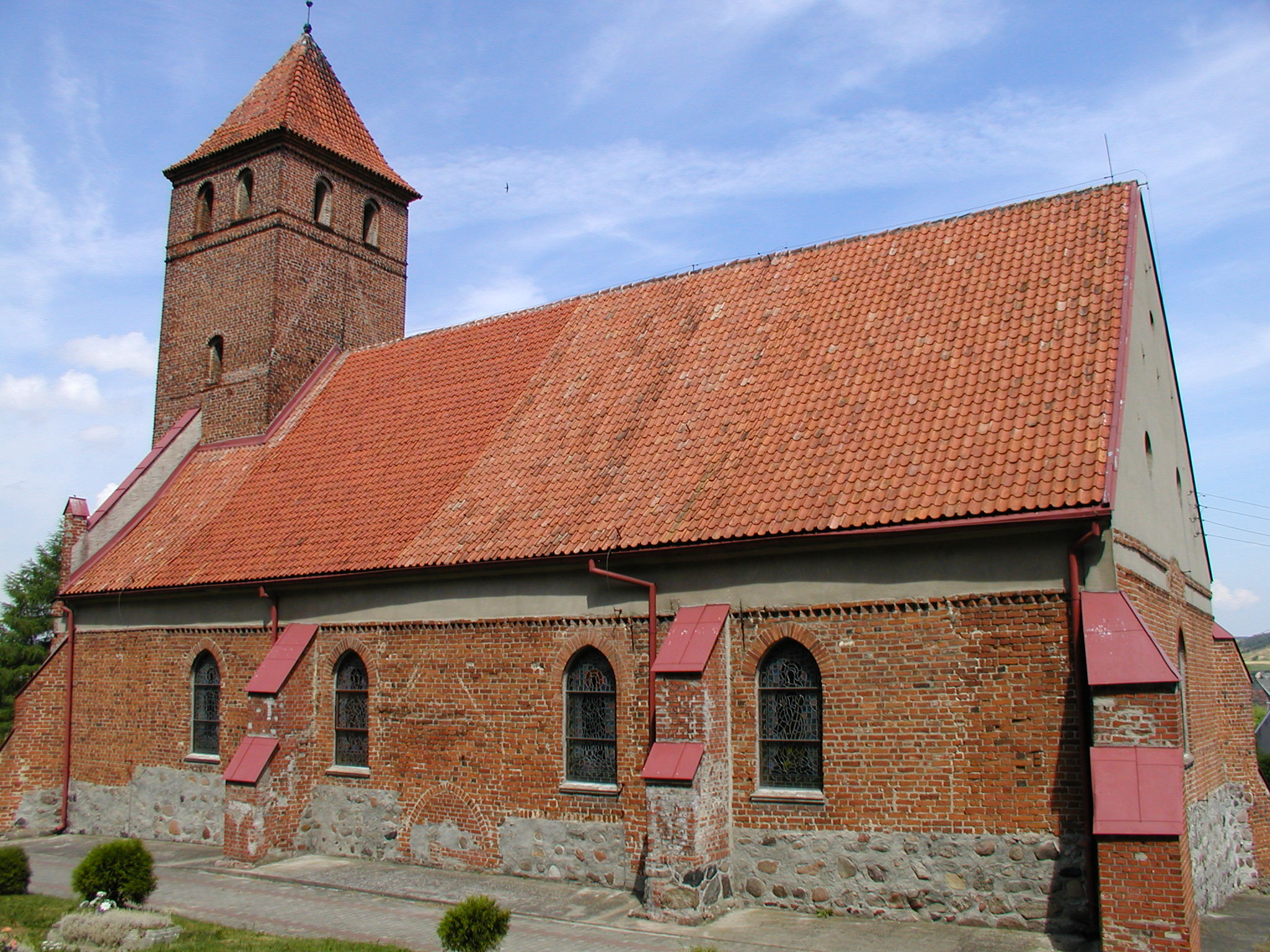
Katholische Dorfkirche (Aufnahme 2005)

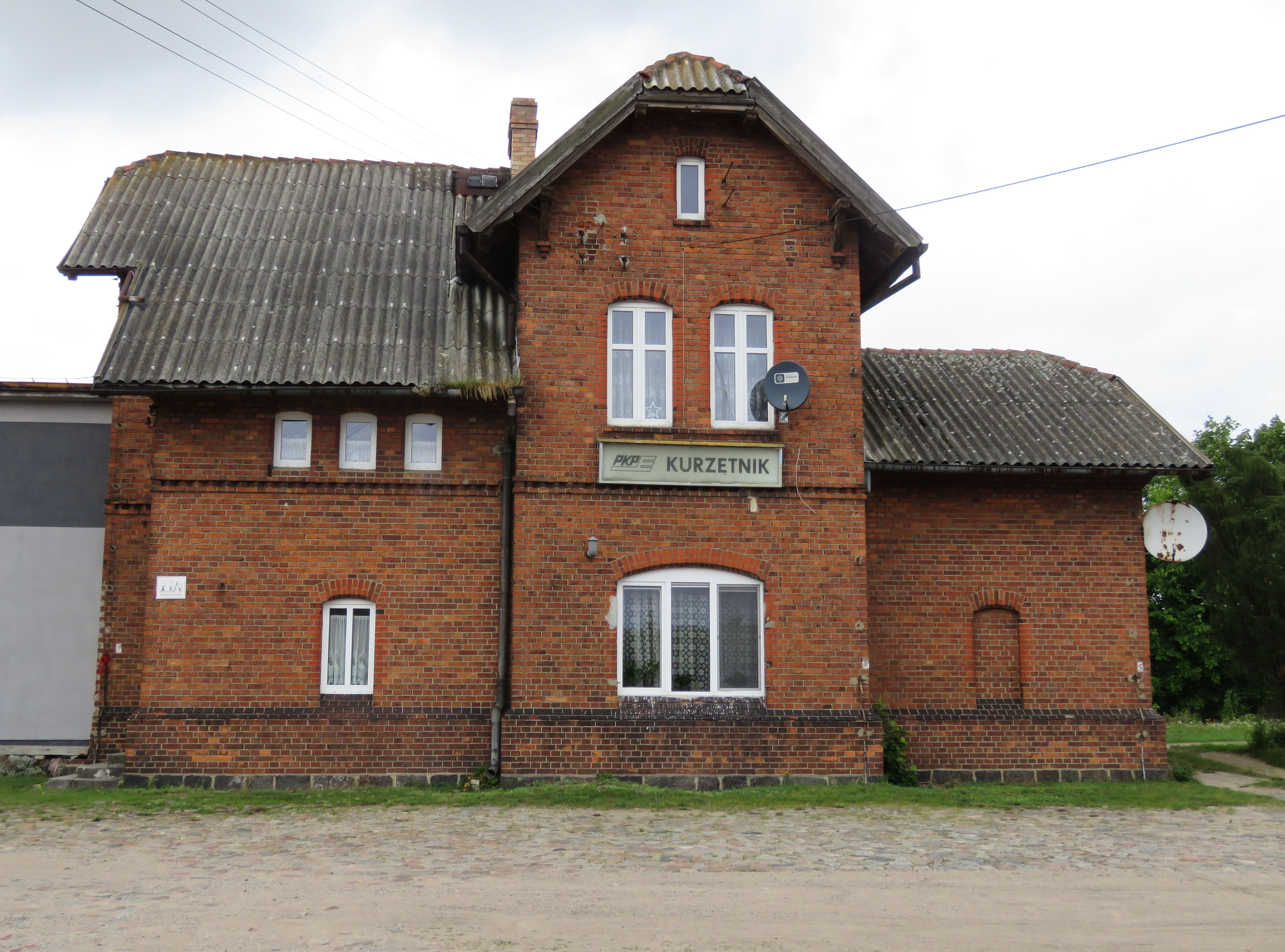
Bahnhofsgebäude (Aufnahme 2017)

## Geschichte
Im Jahr 1291 verlieh der Kulmer Bischof Werner seinem Domkapitel für die dem Bischof von Plock in der Löbau abgetretenen Ländereien 300 Hufen zusammen mit dem Berg „Cornichium“, auf dem um 1300 eine Burg errichtet wurde.  Neben dem Hügel entstand die Stadt. Mit dem Bau der Pfarrkirche St Mariae Magdalenae war vermutlich bereits Anfang des 14. Jahrhunderts begonnen worden.  Im Jahr 1330 war die Ortschaft bereits als Stadt vorhanden, als sie von dem litauischen Großfürsten Gediminas zerstört wurde.  Der Ort befand sich später im Besitz des Deutschordensstaats; 1361 wird der Hauskomtur Heinrich von Thymaw erwähnt, 1367 auch ein Kastellan. 1392 gilt als Gründungsjahr der deutschen Stadt.
Vor der Schlacht von Tannenberg (1410) hatte der Deutsche Orden bei Kauernik ein Lager aufgeschlagen und von der Marienburg aus Proviant, Harnisch und Geschütz hierher schaffen lassen. 1414 und 1454 wurden Stadt und Schloss zerstört. Nach dem Niedergang der Herrschaft des Deutschen Ordens gehörte die Region zum autonomen Preußen Königlichen Anteils, das bis 1772 unter der Schirmherrschaft Polen-Litauens stand.
Im 16. Jahrhundert lag die Burg in Trümmern; die Burgruine wurde im 19. Jahrhundert bis auf wenige Reste weitgehend abgetragen.
Im Jahr 1659 wurde Kauernik von den Schweden niedergebrannt. Durch die Erste Teilung Polen-Litauens 1772 wurde das westliche Preußen mit Kauernik unter Friedrich II. von Preußen mit dem östlichen Teil des Königreichs Preußen  vereinigt. 1902 erhielt Kauernik einen Bahnhof an der Strecke Strasburg–Deutsch Eylau. Die Stadt hatte Hopfenanbau. 1905 verlor Kauernik  das Stadtrecht und wurde zu einer Landgemeinde herabgestuft.
Kauernik gehörte von 1818 bis 1920 zum Kreis Löbau im Regierungsbezirk Marienwerder der Provinz Westpreußen des Deutschen Reichs. 
Nach dem Ersten Weltkrieg kam das Kreisgebiet zurück an Polen. Nach dem Überfall auf Polen wurde das Territorium vom Deutschen Reich völkerrechtswidrig annektiert. Der Kreis Löbau wurde in Kreis Neumark umbenannt. Das Kreisgebiet war dem Landkreis Marienwerder im Reichsgau Danzig-Westpreußen zugeordnet.
Gegen Ende des Zweiten Weltkriegs befreite im Frühjahr 1945 die Rote Armee die Region und übergab das Gebiet der Volksrepublik Polen.

### Demographie
| Jahr | Einwohner | Anmerkungen |
| ---- | --------- | --- |
| 1782 | 0355      | größtenteils Polen und römisch-katholischer Konfession, in 76 bebauten Feuerstellen (nur drei Häuser haben Ziegeldach, 27 Feuerstellen liegen noch wüst) |
| 1789 | –         | das königliche Amtsvorwerk Kauernik bei der Stadt Kauernik hat sieben Feuerstellen (Haushaltungen)                                                       |
| 1802 | 0477      | [ 7 ] |
| 1816 | 0373      | davon 15 Evangelische, 354 Katholiken und vier Juden (ein Schullehrer oder eine Schullehrerin)                                                           |
| 1818 | 0446      | davon 375 in der Stadt und 71 im königlichen Vorwerk |
| 1821 | 0477      | in 81 Privatwohnhäusern |
| 1831 | 0565      | fast nur Polen |
| 1864 | 1044      | darunter 135 Evangelische und 892 Katholiken |
| 1871 | 0933      | darunter 120 Evangelische (800 Polen) |
| 1885 | –         | das königliche Amtsvorwerk Kauernik bei der Stadt Kauernik hat 138 Einwohner (16 Evangelische und 122 Katholiken), Schulort ist Stadt Kauernik           |
| 1900 | 0846      | [ 3 ] |
| 1910 | 0936      | am 1. Dezember, davon 793 im Dorf (darunter 90 Deutsche, sieben Kaschuben und 696 Polen) und 143 Einwohner im Gutsbezirk                                 |
| 1943 | 1250      | [ 1 ] |

## Ordensburg Kauernik
Im Jahr 1291 verlieh der Kulmer Bischof Werner seinem Domkapitel für die dem Bischof von Plock in der Löbau abgetretenen Ländereien 300 Hufen zusammen mit dem Berg „Cornichium“, auf dem um 1300 eine Burg errichtet wurde.
Im Jahr 1330 war die Ortschaft bereits als Stadt vorhanden, als sie von dem litauischen Großfürsten Gediminas zerstört wurde.
Der Ort befand sich später im Besitz des Deutschordensstaats; 1361 wird der Hauskomtur Heinrich von Thymaw erwähnt, 1367 auch ein Kastellan. 1414 und 1454 wurden Stadt und Schloss zerstört. Nach dem Niedergang der Herrschaft des Deutschen Ordens gehörte die Region zum autonomen Preußen Königlichen Anteils, das bis 1772 unter der Schirmherrschaft Polen-Litauens stand.
Im 16. Jahrhundert lag die Burg in Trümmern; die Burgruine wurde im 19. Jahrhundert bis auf wenige Reste weitgehend abgetragen.
Im Jahr 1659 wurde die Stadt Kauernik von den Schweden niedergebrannt.

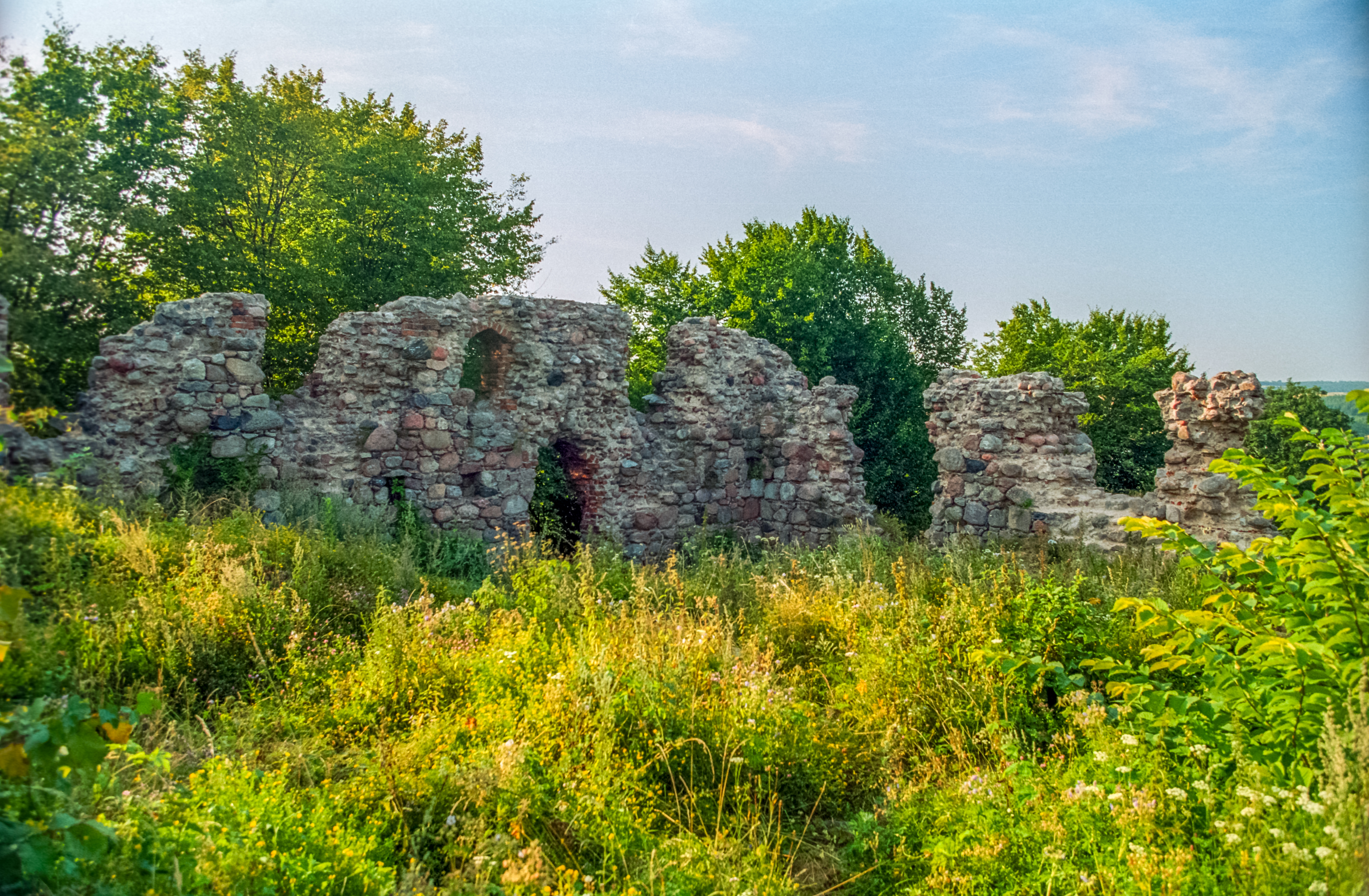
Burgruine
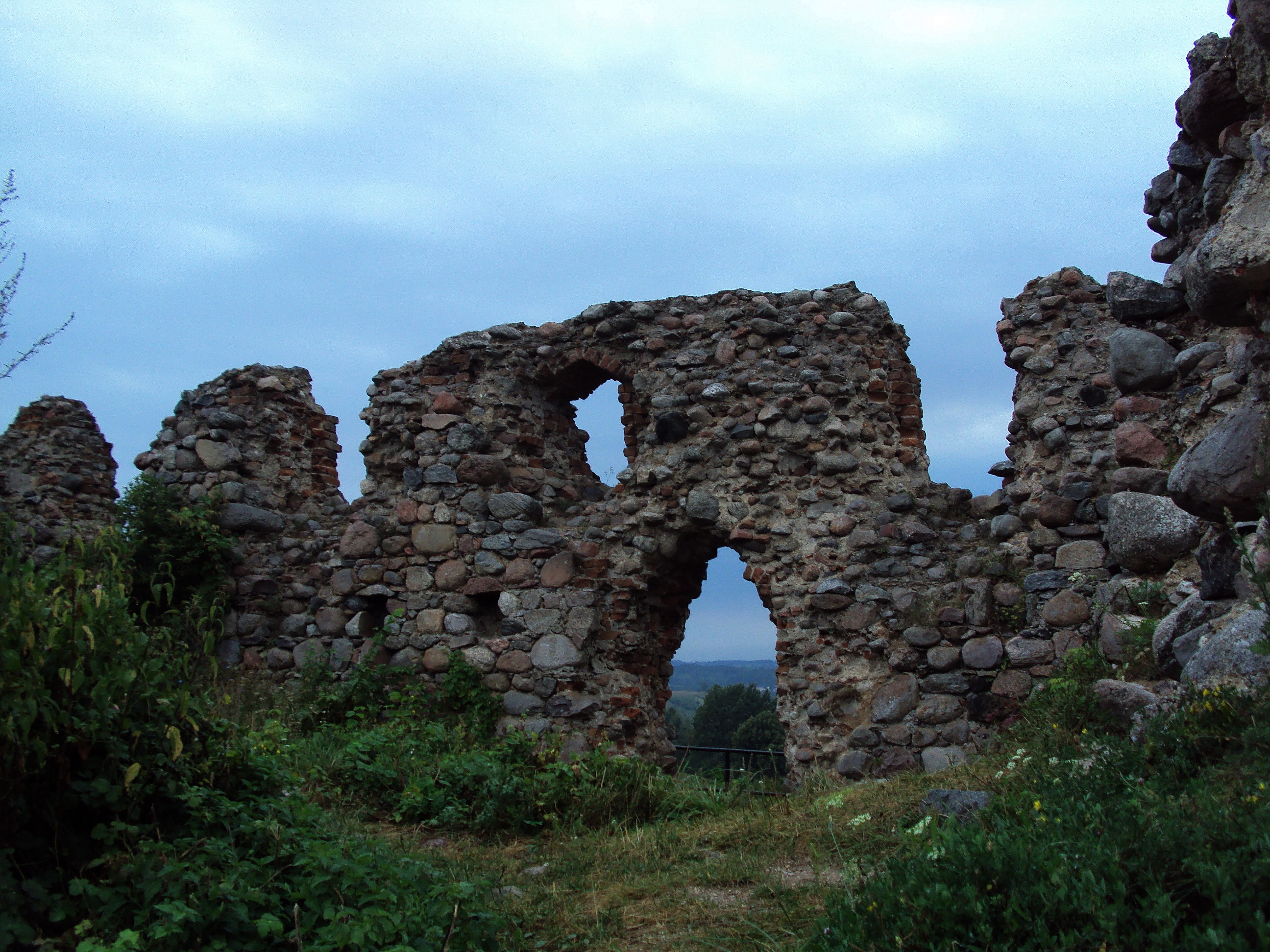
Burgruine
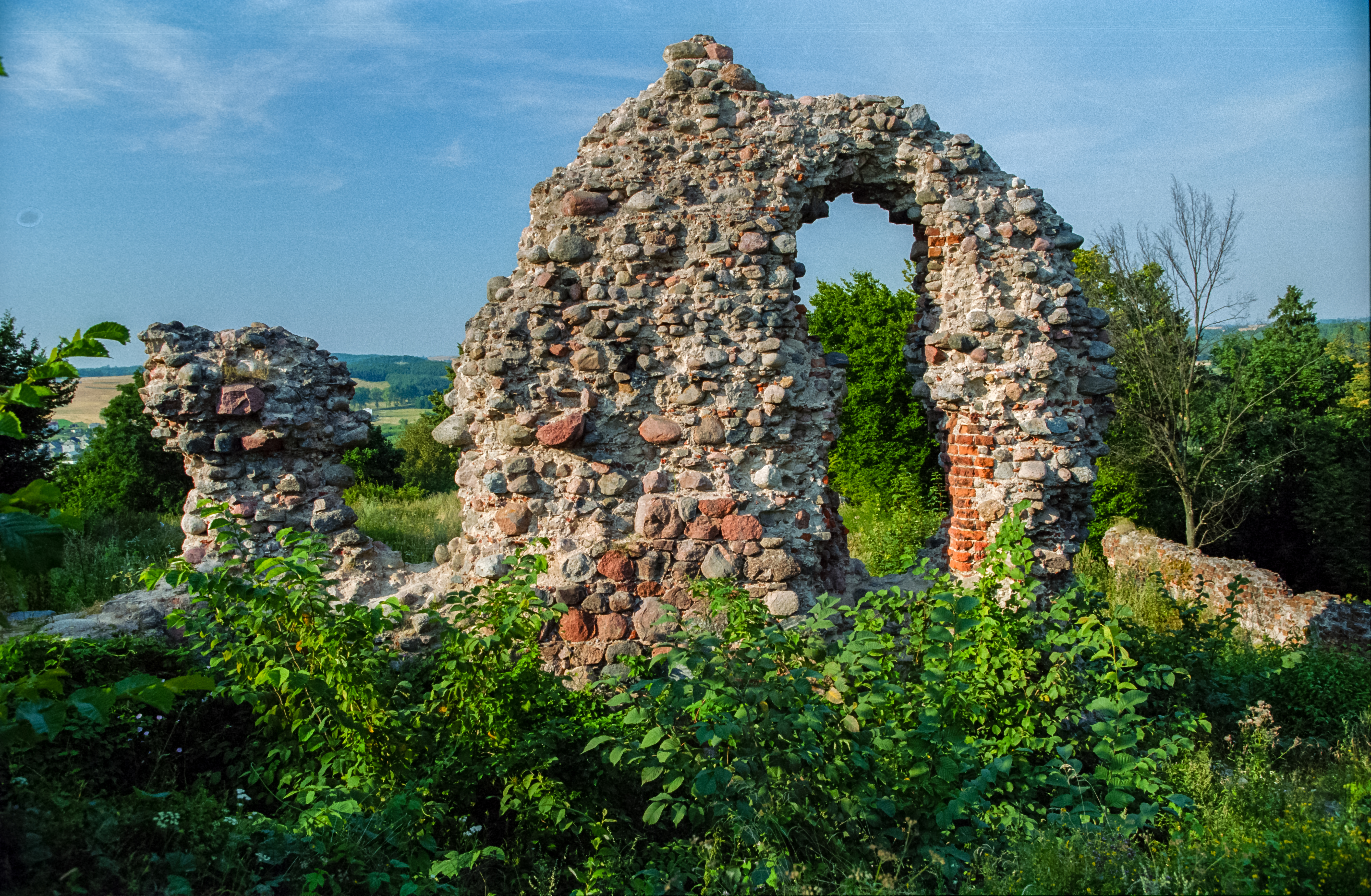
Burgruine
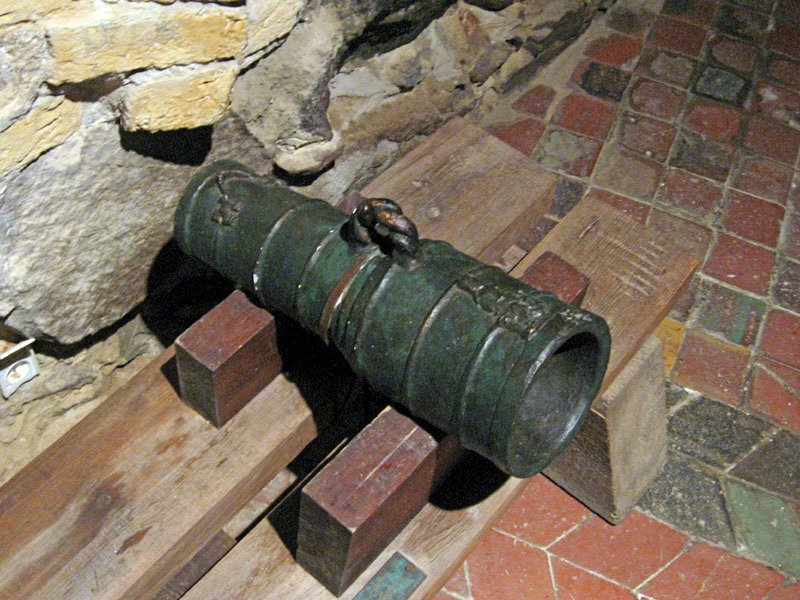
Kanonenrohr aus der Zeit des Deutschen Ordens

## Gemeinde
Zur Landgemeinde (gmina wiejska) Kurzętnik gehören das Dorf selbst und 17 weitere Dörfer mit 20 Schulzenämtern (sołectwa).

## Söhne und Töchter des Ortes
- Erich Dieckmann, Bauhaus-Möbeldesigner und Hochschullehrer